# Írország a 2006. évi téli olimpiai játékokon
Írország az olaszországi Torinóban megrendezett 2006. évi téli olimpiai játékok egyik részt vevő nemzete volt. Az országot az olimpián 3 sportágban 4 sportoló képviselte, akik érmet nem szereztek.

## Alpesisí
Férfi
| Versenyző  | Versenyszám      | 1. futam | 1. futam | 2. futam | 2. futam | Összesítés | Összesítés |
| Versenyző  | Versenyszám      | Idő      | Hely.    | Idő      | Hely.    | Idő        | Helyezés   |
| ---------- | ---------------- | -------- | -------- | -------- | -------- | ---------- | ---------- |
| Thos Foley | Óriás-műlesiklás | 1:28,28  | 35.      | 1:29,14  | 33.      | 2:57,42    | 31.        |

Női
| Versenyző       | Versenyszám            | 1. futam | 1. futam | 2. futam | 2. futam | Összesítés | Összesítés |
| Versenyző       | Versenyszám            | Idő      | Hely.    | Idő      | Hely.    | Idő        | Helyezés   |
| --------------- | ---------------------- | -------- | -------- | -------- | -------- | ---------- | ---------- |
| Kirsten McGarry | Műlesiklás             | 49,64    | 48.      | 52,79    | 41.      | 1:42,43    | 42.        |
| Kirsten McGarry | Óriás-műlesiklás       | 1:08,19  | 42.      | 1:14,68  | 32.      | 2:22,87    | 32.        |
| Kirsten McGarry | Szuperóriás-műlesiklás |          |          |          |          | nem indult | nem indult |

## Sífutás
Férfi
| Versenyző    | Versenyszám | Eredmény | Helyezés |
| ------------ | ----------- | -------- | -------- |
| Rory Morrish | 15 km       | 50:28,1  | 87.      |

## Szkeleton
| Versenyző      | Versenyszám | 1. futam | 1. futam | 2. futam | 2. futam | Összesítés | Összesítés |
| Versenyző      | Versenyszám | Idő      | Hely.    | Idő      | Hely.    | Idő        | Helyezés   |
| -------------- | ----------- | -------- | -------- | -------- | -------- | ---------- | ---------- |
| David Connolly | Férfi       | 59,97    | 21.      | 1:00,00  | 21.*     | 1:59,97    | 20.        |

* - egy másik versenyzővel azonos eredményt ért el